# Thiolières
Thiolières ist eine französische Gemeinde mit 162 Einwohnern (Stand: 1. Januar 2022) im Département Puy-de-Dôme in der Region Auvergne-Rhône-Alpes (vor 2016 Auvergne). Sie gehört zum Arrondissement Ambert und zum Kanton Ambert.

## Geographie
Thiolières liegt etwa 57 Kilometer ostsüdöstlich von Clermont-Ferrand und etwa 57 Kilometer westnordwestlich von Saint-Étienne im Regionalen Naturpark Livradois-Forez. Umgeben wird Thiolières von den Nachbargemeinden Pibayon im Norden, Ambert im Süden und Osten, Le Monestier im Westen und Südwesten sowie Grandval im Nordwesten.

## Bevölkerungsentwicklung
| Jahr                       | 1962 | 1968 | 1975 | 1982 | 1990 | 1999 | 2006 | 2013 |
| Einwohner                  | 198  | 152  | 149  | 147  | 151  | 143  | 152  | 170  |
| Quellen: Cassini und INSEE |      |      |      |      |      |      |      |      |

## Sehenswürdigkeiten
- Kirche Saint-Sylvestre